# Alfred Pape
Alfred Pape (* 3. Oktober 1903 in Halberstadt; † nach 1948) war ein deutscher Politiker (NSDAP) und SA-Führer.

## Leben und Wirken
Pape trat 1922 in den Justizdienst ein, zum 12. Juni 1925 trat er der NSDAP bei (Mitgliedsnummer 7.397). Er wurde Ortsgruppenleiter und SA-Führer in Halberstadt. 1926 zog er nach Osterfeld, wo er beim Amtsgericht Gerichtsaktuar wurde und 1929 für die NSDAP in den Stadtrat einzog. 1930 wechselte er an das Amtsgericht und wenig später an das Amtsgericht Oschersleben sowie an das Landgericht Halle.
1932 wurde er nach Osterfeld zurückgerufen, wo er das Amt des Bürgermeisters übernahm. Gleichzeitig wurde er Mitglied des Preußischen Landtages, dem er bis zu dessen Auflösung im Oktober 1933 angehörte. Im Oktober 1932 erfolgte seine Ernennung zum Justizobersekretär.
Am 1. Oktober 1933 übernahm er die Funktion des Landrats in Weißenfels und blieb bis 1945 im Amt. Er lebte dort in der Hindenburgstraße 6. Pape kandidierte auf dem Wahlvorschlag für die NSDAP bei der Wahl zum Deutschen Reichstag am 12. November 1933, zog aber nicht in den nationalsozialistischen Reichstag ein. 
Pape und der Besitzer des Rittergutes von Meineweh, der zugleich Aktionär der Zuckerfabrik Zeitz war und die SA in Osterfeld unterstützte, gründeten ein Schulungszentrum für politische Leiter der Hitlerjugend, das am 25. Juni 1934 auf dem Meineweher Gut eröffnet wurde.
Pape war zudem Kreisleiter in Weißenfels sowie dortiger Aufsichtsratsvorsitzender der Stromversorgungs AG. Zudem war er zeitweise als Gauamtsleiter tätig. Erneut bewarb er sich bei der Reichstagswahl am 29. März 1936 um ein Mandat, doch auch diesmal erfolglos.
Zwischen 1940 und 1943 gab Pape in seiner Funktion als Kreisleiter die Heimatgrüße aus dem Kreis Weißenfels heraus.
Im März 1943 wurde er zur Wehrmacht einberufen und am 16. April 1945 durch die amerikanische Besatzungstruppe festgenommen. 1948 wohnte er in Senne, wo er wegen „Zugehörigkeit zum Politischen Führerkorps“ zu einer dreijährigen Gefängnishaft und einer Geldstrafe von 1000 RM verurteilt wurde.

## Ehrungen
- 1937: Ehrenbürger der Stadt Osterfeld[3]